# سرزمین‌های مرزی ۲
سرزمین‌های مرزی ۲ (انگلیسی: Borderlands 2) یک بازی ویدئویی در سبک تیراندازی اول شخص و نقش‌آفرینی اکشن است؛ که توسط گیرباکس سافت‌ور توسعه یافته و به‌وسیلهٔ ۲کی گیمز در سال ۲۰۱۲ منتشر شد. «سرزمین‌های مرزی ۲» در پلت‌فرم‌های مایکروسافت ویندوز، پلی‌استیشن ۳، اکس‌باکس ۳۶۰، اواس ده، لینوکس و پلی‌استیشن ویتا منتشر شده‌است.